# Hiroaki Morishima
Hiroaki Morishima (japanisch 森島 寛晃 Morishima Hiroaki; * 30. April 1972 in Hiroshima) ist ein ehemaliger japanischer Fußballspieler.

## Nationalmannschaft
1995 debütierte Morishima für die japanische Fußballnationalmannschaft. Mit der japanischen Nationalmannschaft qualifizierte er sich erfolgreich für die Fußball-WM 1998, Fußball-WM 2002. Morishima bestritt 64 Länderspiele und erzielte dabei zwölf Tore.

## Errungene Titel
- Asienmeisterschaft; 2000

## Persönliche Auszeichnungen
- J. League Best Eleven; 1995, 2000